# روبرت فورشغوت
روبرت فرانسيس فورشغوت (بالإنجليزية: Robert Francis Furchgott) ولد في 4 يونيو 1916 وتوفي في 19 مايو 2009، هو عالم كيمياء حيوية وعالم أدوية أمريكي، حائز على جائزة نوبل في الطب.
وُلد فورشغوت في تشارلستون، لآرثر فورشجوت (ديسمبر 1884—كانون الثاني / يناير 1971) وبينا سورينترو فورشغوت. وهو حاصل على درجة في الكيمياء في 1937 من جامعة جامعة كارولاينا الشمالية مدرسة الطب في تشابل هيل.
في 1978, اكتشف فورشجوت مادة في الخلايا الطلائية لها قدرة على إرخاء الأوعية الدموية، وأسماها العامل المرخي البطاني المنشأ (EDRF).
وبحلول 1986, كان يعمل على كشف طبيعة ذلك العامل (EDRF) وآلية عمله. وأيقن أن ذلك ما هو إلا أكسيد النيتريك (NO)، وهو مركب هام، في نواح عديدة من الوظائف القلبية الوعائية. هذا البحث هام جداً، لاكتشاف فياجرا.
من عام 1989 حتى 2004، فورشجوت كان أستاذا لعلم الأدوية في جامعة ميامي ميلر مدرسة الطب .
وبالإضافة إلى جائزة نوبل في الطب فقد تلقى فورشجوت في 1998, الجائزة الدولية لمؤسسة غيردنر لاكتشافه المدوى في (1991) وأيضا جائزة ألبرت لاسكر لأبحاث الطب الأساسية (1996)، هذه الأخيرة بالتشارك مع فريد مراد.
وعاش فورشجوت في بروكلين. وتزوج من لينور مندلباوم (فبراير 1915 - أبريل 1983) من 1941 حتى وفاتها عن عمر يناهز 68 عاماً. ورزقوا بثلاث بنات: جين، سوزان وتيرى . وتزوج لاحقاً مارجريت جالاجر روث التي توفيت قبله أيضاً. وشغل منصب أستاذ فخري في جامعة ولاية نيويورك الريف المركز الطبي. في عام 2008، انتقل إلى حي راڤينا، بسياتل.
توفي روبرت فورشجوت في 19 مايو 2009 في سياتل. إلا أن أثره يبقى من خلال بناته الثلاث، وأربعة أحفاد، وحفيد من الدرجة الثانية.